# Liste der Bodendenkmäler in Altötting
Auf dieser Seite sind die Bodendenkmäler in der oberbayerischen Stadt Altötting zusammengestellt. Diese Tabelle ist eine Teilliste der Liste der Bodendenkmäler in Bayern. Grundlage ist die Bayerische Denkmalliste, die auf Basis des Bayerischen Denkmalschutzgesetzes vom 1. Oktober 1973 erstmals erstellt wurde und seither durch das Bayerische Landesamt für Denkmalpflege geführt wird. Die folgenden Angaben ersetzen nicht die rechtsverbindliche Auskunft der Denkmalschutzbehörde.

## Bodendenkmäler der Gemeinde

### Bodendenkmäler im Ortsteil Altötting
| Lage                                                                    | Objekt | Akten-Nr.     | Bild           |
| ----------------------------------------------------------------------- | --- | ------------- | -------------- |
| Altötting (Standort)                                                    | Brandgräber der Urnenfelderzeit. | D-1-7742-0005 |                |
| Altötting (Standort)                                                    | Reihengräberfeld des frühen Mittelalters. | D-1-7742-0009 |                |
| Altötting Kapuzinerstraße 1; Bruder-Konrad-Platz 5 (Standort)           | Kapuzinerkloster Altötting | D-1-7742-0157 | weitere Bilder |
| Altötting Kapellplatz 28; 21; Nähe Kapellplatz; Tillyplatz 2 (Standort) | Stiftspfarrkirche St. Philipp und Jakob Untertägige mittelalterliche und frühneuzeitliche Befunde im Bereich der ehemalige Chorherrenstiftskirche und Katholischen Pfarrkirche St. Philipp und Jakob in Altötting und ihrer Vorgängerbauten mit Kreuzgang, zugehörigen Stiftsgebäuden und Kapellenbauten (Tillykapelle, Sebastianskapelle, Ecce-Homo-Kapelle).                                                               | D-1-7742-0168 | weitere Bilder |
| Altötting Kapuzinerstraße 1; Bruder-Konrad-Platz 5 (Standort)           | Kapuzinerkloster Altötting Untertägige frühneuzeitliche Befunde im Bereich der ehemalige Jesuiten- und Kapuzinerklosterkirche St. Magdalena von Altötting und ihres Vorgängerbaus mit zugehörigem Kloster. | D-1-7742-0169 | weitere Bilder |
| Altötting Kapellplatz 1 (Standort)                                      | Gnadenkapelle St. Maria Abgegangener Herzogshof und Königspfalz karolingisch-ottonischer Zeitstellung, untertägige mittelalterliche und frühneuzeitliche Befunde im Bereich der Katholischen Wallfahrtskapelle St. Maria (Gnadenkapelle) in Altötting und ihrer Vorgängerbauten, Siedlung des Endneolithikums (Glockenbecherkultur) und der Hallstattzeit sowie Siedlung und Körpergräber des frühen und hohen Mittelalters. | D-1-7742-0170 | weitere Bilder |
| Altötting Neuöttinger Straße 7 (Standort)                               | Untertägige spätmittelalterliche und frühneuzeitliche Befunde im Bereich der Katholischen Friedhofskirche St. Michael in Altötting und ihres Vorgängerbaus. | D-1-7742-0172 | weitere Bilder |
| Altötting (Standort)                                                    | Untertägige mittelalterliche und frühneuzeitliche Siedlungsteile der historischen Pfalz-, Stifts- und Wallfahrtssiedlung Altötting. | D-1-7742-0173 |                |
| Altötting (Standort)                                                    | Siedlung der Bronzezeit. | D-1-7742-0182 |                |
| Altötting Kolbergstraße 4 (Standort)                                    | Schloss Kolberg Untertägige spätmittelalterliche und frühneuzeitliche Befunde im Bereich von Schloss Kolberg in Altötting und seiner Vorgängerbauten. | D-1-7742-0204 | weitere Bilder |
| Altötting (Standort)                                                    | Abgegangene Kirche des späten Mittelalters und der frühen Neuzeit (St. Georgen) mit aufgelassenem Friedhof. | D-1-7742-0211 |                |

### Bodendenkmäler im Ortsteil Oberkastl
| Lage                 | Objekt | Akten-Nr.     | Bild |
| -------------------- | --- | ------------- | ---- |
| Oberkastl (Standort) | Verebneter Grabhügel vorgeschichtlicher Zeitstellung. | D-1-7741-0026 |      |
| Oberkastl (Standort) | Verebneter Grabhügel vorgeschichtlicher Zeitstellung. | D-1-7741-0027 |      |
| Oberkastl (Standort) | Freilandstation des Mesolithikums, Siedlung des Neolithikums, der frühen und mittleren Bronzezeit, der Urnenfelderzeit, der Latènezeit und der mittleren römischen Kaiserzeit sowie Gräberfeld der späten Bronzezeit. | D-1-7741-0157 |      |
| Oberkastl (Standort) | Brandgräber der älteren Urnenfelderzeit. | D-1-7741-0195 |      |
| Oberkastl (Standort) | Station des Mesolithikums und Siedlung vorgeschichtlicher Zeitstellung. | D-1-7742-0154 |      |

### Bodendenkmäler im Ortsteil Raitenhart
| Lage                                     | Objekt | Akten-Nr.     | Bild |
| ---------------------------------------- | --- | ------------- | ---- |
| Raitenhart (Standort)                    | Siedlung vor- und frühgeschichtlicher Zeitstellung. | D-1-7741-0029 |      |
| Raitenhart (Standort)                    | Grabenwerk vorgeschichtlicher Zeitstellung. | D-1-7741-0135 |      |
| Raitenhart (Standort)                    | Siedlung der römischen Kaiserzeit. | D-1-7741-0160 |      |
| Raitenhart Unterholzhausen 41 (Standort) | Untertägige mittelalterliche und frühneuzeitliche Befunde im Bereich der Katholischen Pfarrkirche Mariä Heimsuchung in Unterholzhausen und ihres Vorgängerbaus. | D-1-7741-0271 |      |

### Bodendenkmäler im Ortsteil Unterburgkirchen
| Lage                        | Objekt                      | Akten-Nr.     | Bild |
| --------------------------- | --------------------------- | ------------- | ---- |
| Unterburgkirchen (Standort) | Brandgräber der Bronzezeit. | D-1-7741-0112 |      |